# Estanys de Juclà
Les estanys de Juclà (parfois estanys de Juclar) sont un ensemble de deux lacs de montagne d'origine glaciaire situés au sein de la vallée d'Incles dans la paroisse de Canillo en Andorre.

## Toponymie
La forme Juclà est celle reconnue par la nomenclature des toponymes d'Andorre. Il s'agit également de l'orthographe retenue par la Gran Enciclopèdia Catalana. On retrouve cependant très fréquemment la forme Juclar. La co-existence de ces deux formes s'explique par l'amuïssement du « r » final en catalan,. Juclà est formé à partir du latin claru au sens de « massif montagneux sans arbre », auquel on a adjoint le préfixe ju- signifiant « sous ».
Estanys est la forme plurielle de estany qui provient du latin stagnum (« étendue d'eau »),. Les qualificatifs primer (« premier » en catalan) et segon (« second » en catalan) appliqués aux deux lacs sont fréquemment utilisés dans la toponymie andorrane pour différencier des éléments de même nature localisés à différentes altitudes. Primer s'applique à l'élément de la liste le plus bas situé, par conséquent rencontré en premier lorsque l'on vient de la vallée et segon s'applique au suivant. Primer dérive du latin primarius et segon du latin secundus.
La carte de Cassini, publiée en 1782, mentionne la forme Jouqlan .

## Topographie et géologie
Localisés au fond de la vallée d'Incles, les lacs sont entourés de hauts sommets tels que le pic d'Escobes (2 779 m), le pic de Noé (2 737 m) ou encore l'Alt de Juclar (2 444 m). La frontière française se trouve à moins de 1 km au nord et à l'est.
Les estanys de Juclà appartiennent à la chaîne axiale primaire des Pyrénées. Comme tout l'extrême nord-est andorran, ils font partie du massif d'Aston-Hospitalet, un dôme anticlinal s'étendant vers l'est sur une longueur d'environ 25 km dans le département de l'Ariège,. Celui-ci s'est formé par plissement au cours du Stéphanien dans le cadre de la phase tardi-hercynienne de l'orogenèse varisque.
Ce massif est principalement constitué d'orthogneiss (gneiss formé par métamorphisme du granite),. On considère aujourd'hui que ce granite s'est formé au cours de phénomènes plutoniques intrusifs pendant l'Ordovicien comme soutenu par les datations à l'uranium-plomb.
| \| Estanys de Juclà \|                                |                                 |
| Estanys de Juclà sur la carte géologique de l'Andorre | Pic d'Escobes dominant les lacs |
| Estanys de Juclà                                      |                                 |

## Hydrographie
Les deux lacs constitutifs des estanys de Juclà sont :
- l'estany Primer, à l'ouest, le plus grand lac d'Andorre, situé à une altitude de 2 295 m[17], d'une superficie de 21,9 ha[17].
- l'estany Segon, également situé à une altitude de 2 295 m[17] et d'une superficie de 7,3 ha[17].

Les deux lacs sont reliés l'un à l'autre et leurs eaux donnent naissance au riu de Juclà (d'une longueur de 2 796 m) qui rejoint ensuite le riu d'Incles (d'une longueur de 4 250 m). Les lacs appartiennent donc au bassin versant de la Valira d'Orient.
| \| Estanys de Juclà \|                                                              |              |
| Position des Estanys de Juclà sur la carte des bassins hydrographiques de l'Andorre | Riu d'Incles |
| Estanys de Juclà                                                                    |              |

## Faune et flore

### Faune
- Calotriton des Pyrénées (Calotriton asper)[5]
- Omble de fontaine (Salvelinus fontinalis)[19]
- Percnoptère (Neophron percnopterus)[5]
- Truite fario (Salmo trutta)[19]

### Flore
- Anémone des alpes (Pulsatilla alpina)[5]
- Renoncule âcre (Ranunculus acris)
- Renoncule laineuse (Ranunculus lanuginosus)[5]
- Trèfle alpin (Trifolium alpinum)[5]

## Randonnée

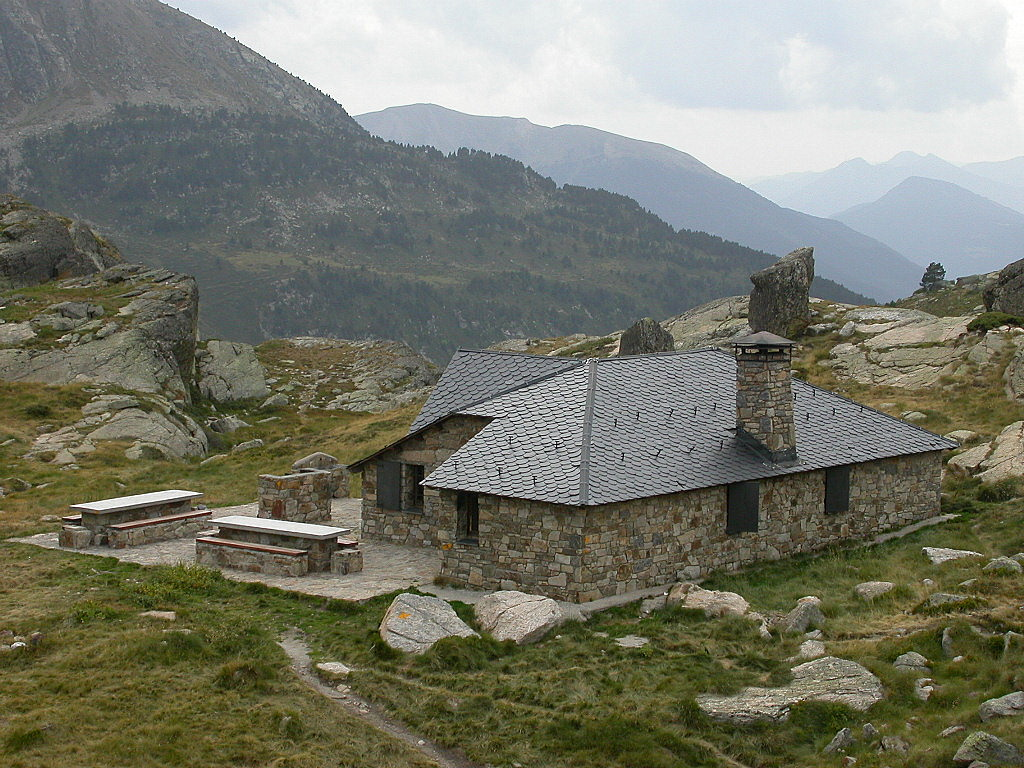
Le refuge de Juclà.

L'accès aux lacs se fait en général depuis l'entrée de la vallée d'Incles. À partir de là, il est possible de les atteindre en environ 2 h de marche, pour un dénivelé positif total de près de 500 m. D'autres points de départ sont possibles, y compris depuis la France, par exemple en empruntant la Haute randonnée pyrénéenne depuis l'Hospitalet-près-l'Andorre. On rejoint ainsi le fond de la vallée d'Incles par la Collada de Juclar.
Au sud de l'Estany Primer se trouve le refuge de Juclà, modernisé en 2009, d'une capacité de 43 personnes,.

## Galerie

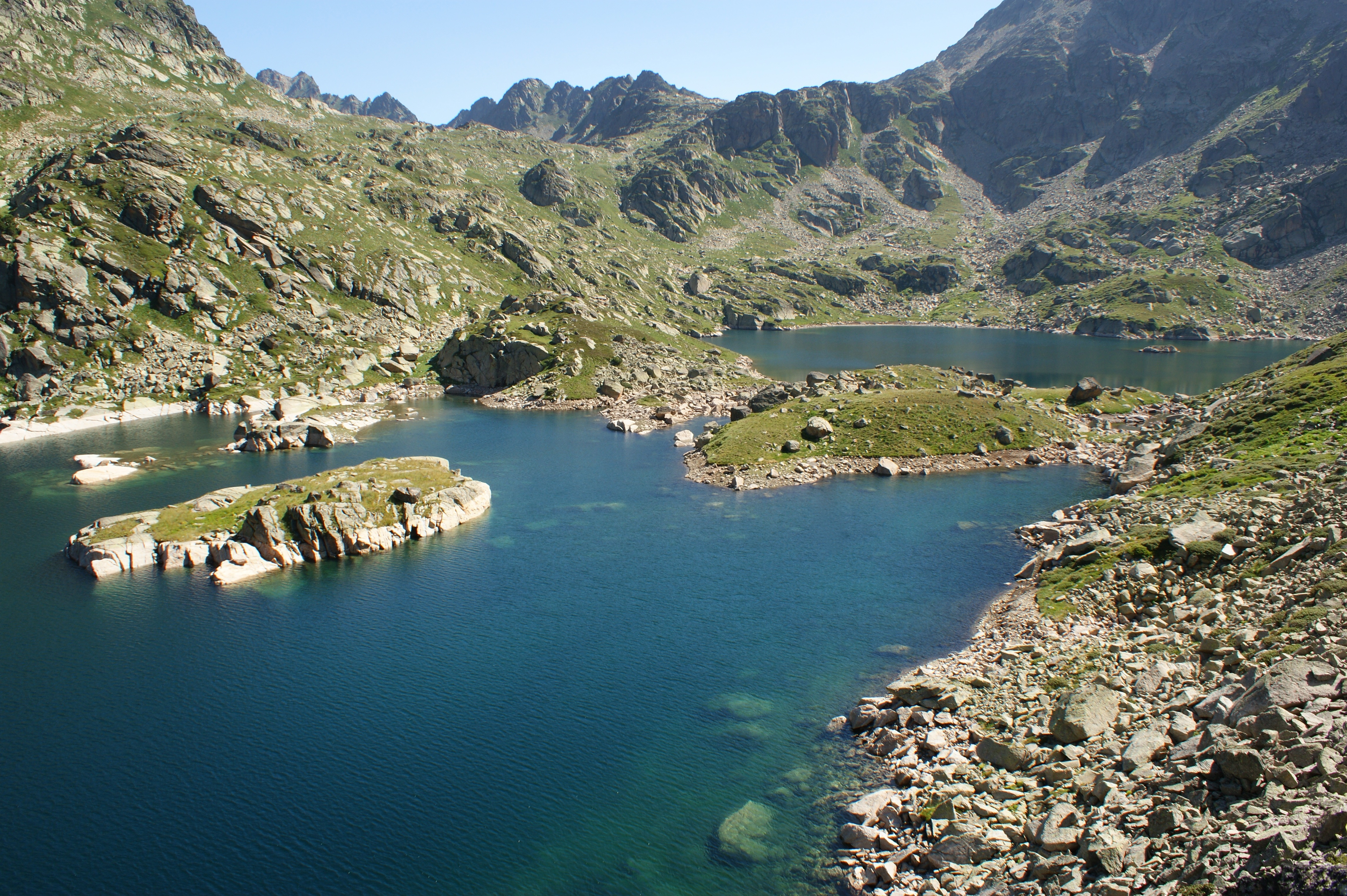
Estany Primer
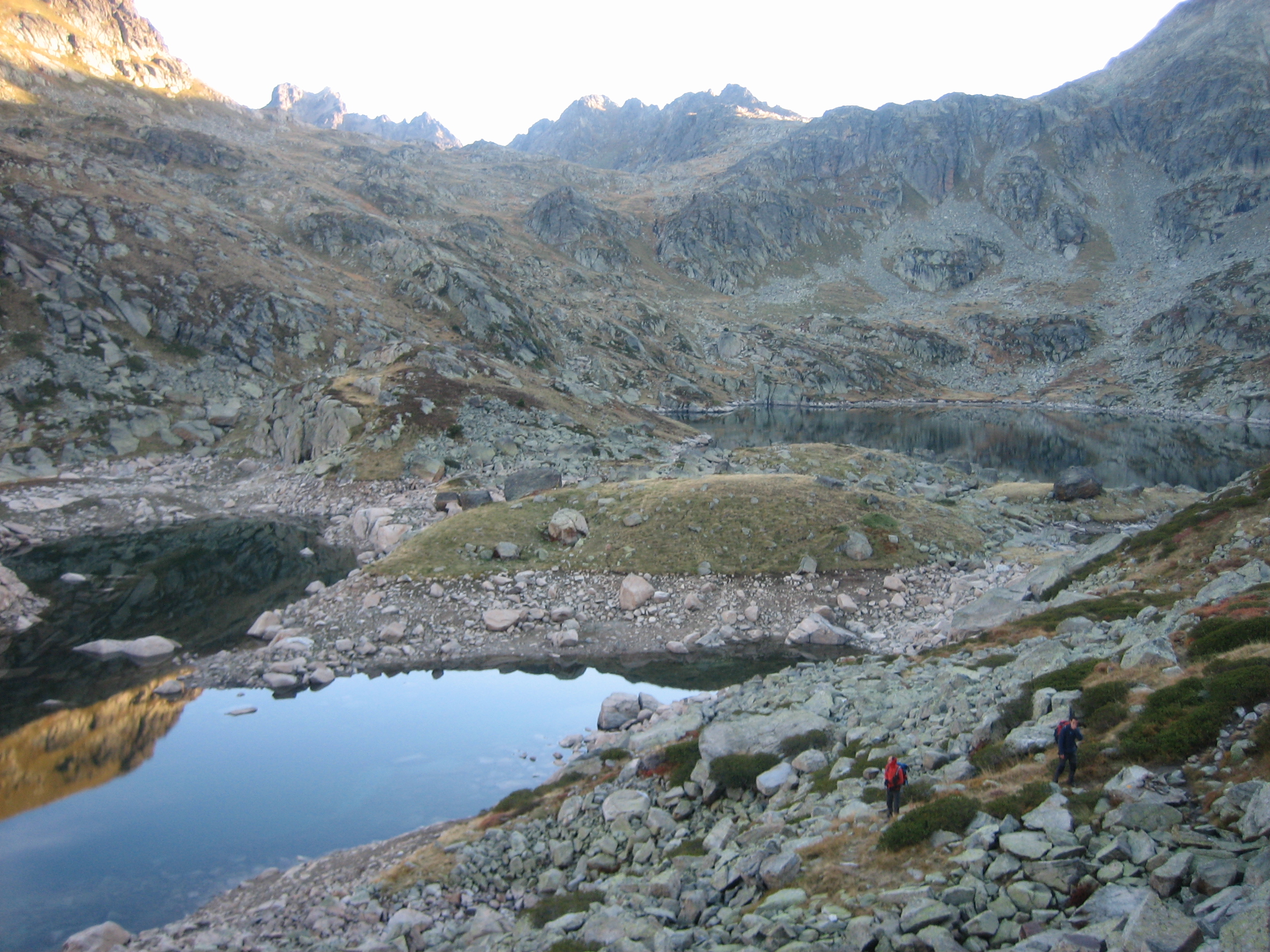
Estany Segon